# الفروسية في ألعاب التضامن الإسلامي 2005
الفروسية في ألعاب التضامن الإسلامي 2005 أقيمت في جامعة الملك عبدالعزيز، جدة خلال الفترة من 9 أبريل 2005 وحتى 14 أبريل 2005. وشملت المنافسة أحداث القفز فقط.

## الميداليات
| حدث        | الذهبية                                                                                    | الفضية | البرونزية                                     |
| ---------- | ------------------------------------------------------------------------------------------ | --- | --------------------------------------------- |
| سرعة فردية | خالد العيد · السعودية                                                                      | كمال باحمدان · السعودية                                                                                     | Meftah Al-Zaheri · الإمارات العربية المتحدة   |
| فردي       | فيصل الشعلان · السعودية                                                                    | Mohamed Al-Kumaiti · الإمارات العربية المتحدة                                                               | Adel Khamis Saeed · الإمارات العربية المتحدة  |
| فرق        | السعودية · رمزي الدهامي · خالد العيد · عبد الله بن متعب بن عبد الله آل سعود · كمال باحمدان | الإمارات العربية المتحدة · Mohamed Al-Kumaiti · Abdullah Al-Muhairi · Mohamed Al-Owais · Mohamed Al-Suwaidi | مصر                                           |
| All-around | فيصل الشعلان · السعودية                                                                    | خالد العيد · السعودية                                                                                       | Mohamed Al-Kumaiti · الإمارات العربية المتحدة |

## جدول الميداليات
*   البلد المضيف (مضيف)
| المرتبة | فريق    | ذهبية | فضية | برونزية | المجموع |
| ------- | ------- | ----- | ---- | ------- | ------- |
| 1       | KSA     | 4     | 2    | 0       | 6       |
| 2       | UAE     | 0     | 2    | 3       | 5       |
| 3       | EGY     | 0     | 0    | 1       | 1       |
| المجموع | المجموع | 4     | 4    | 4       | 12      |